# Dinar iugoslau

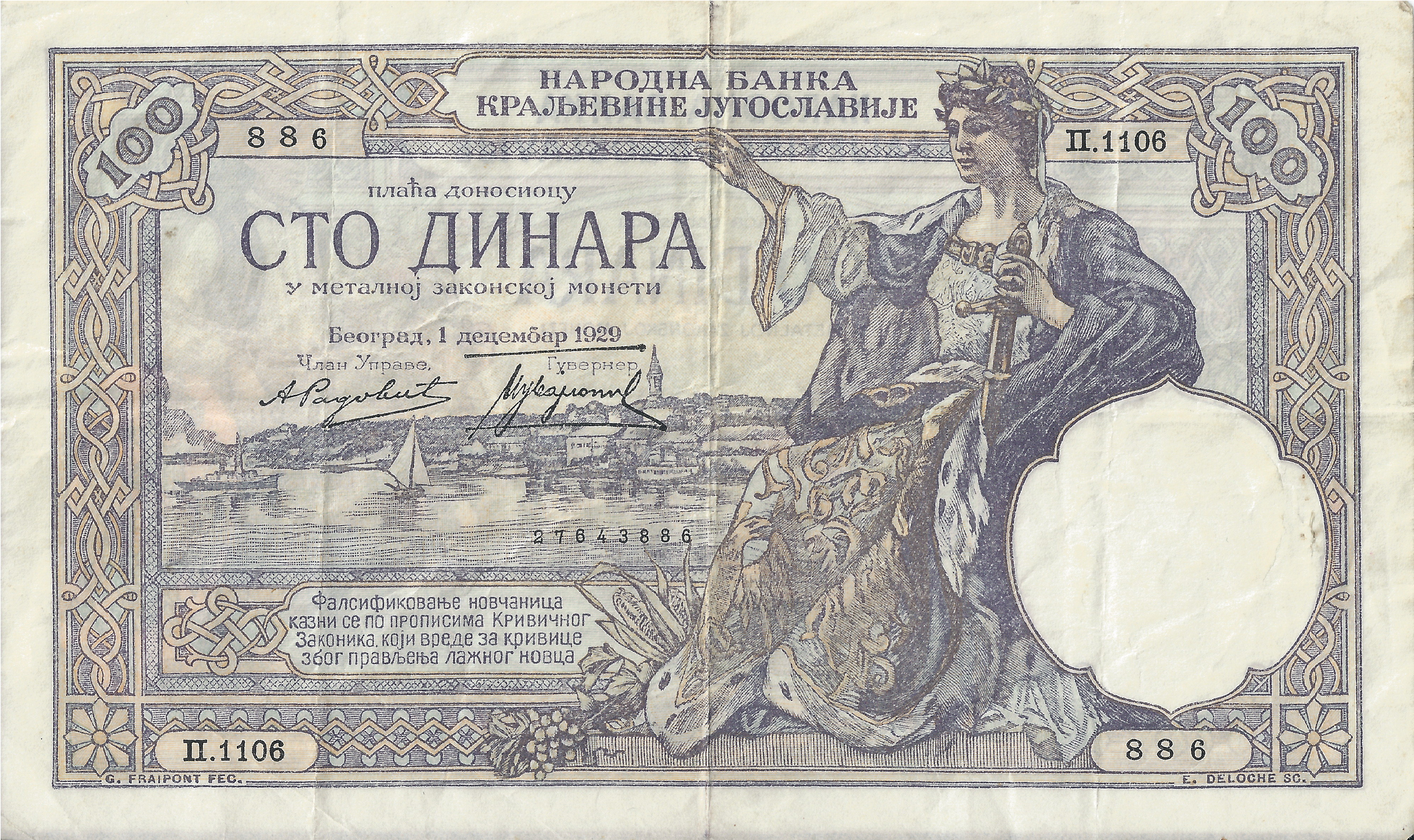
100 dinars del 1929

El dinar iugoslau (en croat Jugoslavenski dinar, en eslovè Jugoslovanski dinar, en macedònic i serbi Југословенски динар, Jugoslovenski dinar; o simplement dinar / динар) fou la unitat monetària oficial dels tres estats iugoslaus: el Regne de Iugoslàvia (abans Regne dels Serbis, Croats i Eslovens), la República Federal Socialista de Iugoslàvia i la República Federal de Iugoslàvia, entre el 1920 i el 2003, en què fou substituït pel dinar serbi. Es dividia en 100 para / пара. El seu símbol era din. / дин.
El dinar iugoslau va unificar el 1923 el caos monetari dels primers anys del Regne dels Serbis, Croats i Eslovens, quan existien quatre monedes diferents en curs: el dinar serbo (a la sèrbia anterior a la guerra), el perper a Montenegro, corona iugoslava als territoris que procedien de l'Imperi Austrohongarès, i el lev a l'est i sud de Sèrbia.
Hi va arribar a haver vuit dinars iugoslaus diferents, dels quals els cinc darrers foren deguts a les diverses revaluacions entre 1990 i 1994 a causa de la hiperinflació durant l'època del progressiu desmembrament de l'estat federal iugoslau i de les Guerres de Iugoslàvia. Cadascun d'aquests dinars és conegut per un nom distintiu i tenia un codi ISO 4217 propi (citat entre parèntesis):

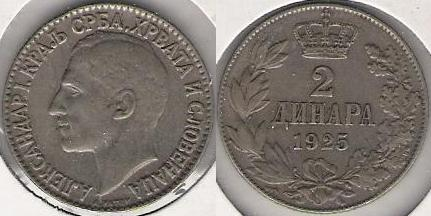
2 dinars del 1925

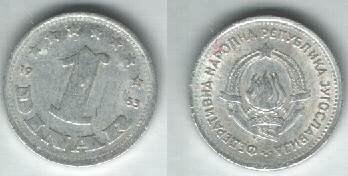
Dinar del 1953

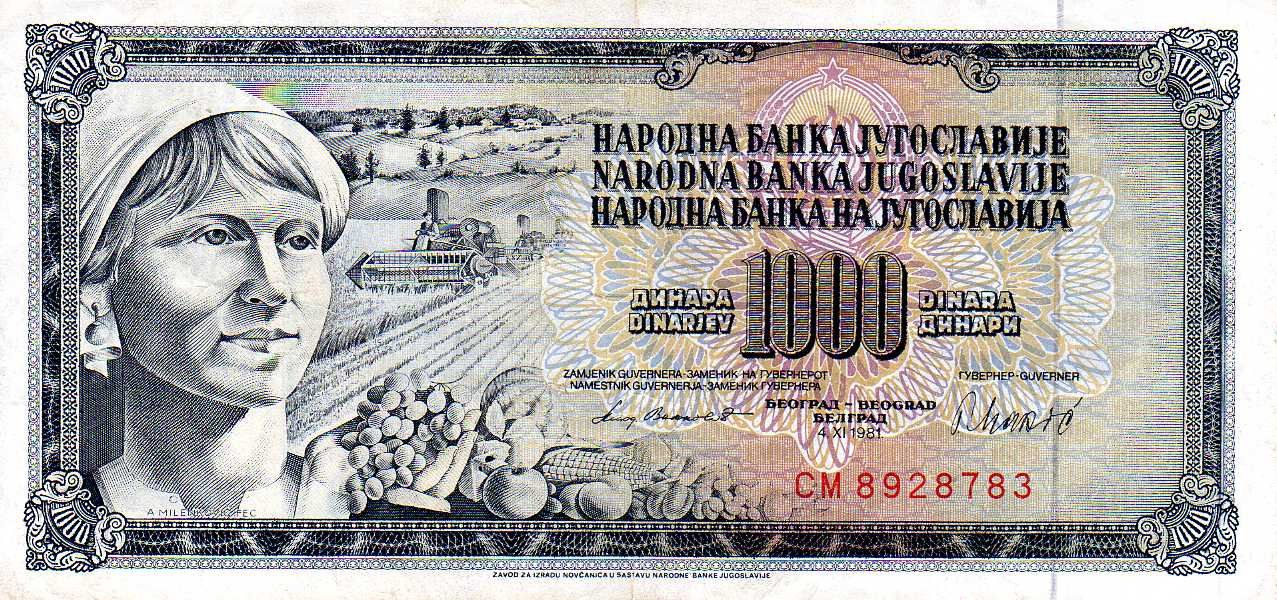
1.000 dinars del 1981

- Dinar dels serbis, croats i eslovens o dinar iugoslau, de 1920 a 1941 (YUS). Va substituir la corona iugoslava a raó de 4 corones per dinar i va desaparèixer durant la Segona Guerra Mundial.
- Dinar de la Federació, de 1945 a 1965 (YUF). Va substituir la kuna croata a un canvi de 40:1 i el dinar serbi a un canvi de 20:1.
- Dinar fort, de 1965 a 1989 (YUD), a un canvi de 100:1.
- Dinar convertible, de 1990 a 1992 (YUN), a un canvi de 10.000:1.
- Dinar reformat, de 1992 a 1993 (YUR), a un canvi de 10:1.
- Dinar d'octubre, d'octubre a desembre de 1993 (YUO), a un canvi d'1.000.000:1.
- Dinar del 1994, de l'1 al 23 de gener de 1994 (YUG), a un canvi d'1.000.000.000:1.
- Nou dinar, del 24 de gener de 1994 fins al 2003 (YUM), amb el mateix valor que el marc alemany, a un canvi entre 10 i 13 milions de YUG per 1 YUM. Aquest darrer dinar, tot i que no va mantenir la paritat inicial amb el marc, va aconseguir sobreviure sense revaluacions posteriors i l'any 2000 es va decidir de suprimir-li l'adjectiu nou.

El dinar iugoslau fou abandonat progressivament pels estats que se separaven de Iugoslàvia: el 1991 Eslovènia adoptava el tolar i Croàcia el dinar croat, a un canvi paritari amb el dinar iugoslau (1:1), mentre que el 1992 Macedònia adoptava el denar, també a un canvi paritari, i Bòsnia i Hercegovina el dinar de Bòsnia i Hercegovina, a un canvi de 10 dinars iugoslaus per un de bosnià.
Els enclavaments serbis dins de Croàcia i de Bòsnia i Hercegovina van emetre les seves pròpies versions de dinar (el dinar de la Krajina i el dinar de la República Sèrbia respectivament), lligades al dinar iugoslau. Aquestes versions van deixar d'existir quan es van acabar els conflictes entre les diverses faccions.
En aquest punt de la història el dinar iugoslau era la moneda de la República Federal de Iugoslàvia constituïda per Sèrbia i Montenegro. Amb tot, però, el 6 de novembre de 1999 Montenegro va decidir d'adoptar també el marc alemany com a moneda de curs legal, decisió que es va radicalitzar el 13 de novembre del 2000, en què només es reconeixia aquest darrer com a moneda oficial.
Quan l'any 2003 la República Federal de Iugoslàvia va esdevenir la Unió de Sèrbia i Montenegro, el dinar iugoslau va deixar d'existir també a Sèrbia, substituït pel dinar serbi. Els bitllets antics van romandre en ús oficial en paral·lel amb els nous fins a l'1 de gener de 2007, mentre que el Banc Nacional de Sèrbia va oferir serveis d'intercanvi dels antics bitllets fins a finals de 2012.